# Mariam Vardanian
Mariam Vardanian (connue également sous le nom de Maro Nazarbek), née en 1864 et morte en 1941, est une activiste politique et révolutionnaire arménienne dans l'Empire russe. Elle est l'une des fondatrices du parti social-démocrate Hentchak.

## Biographie

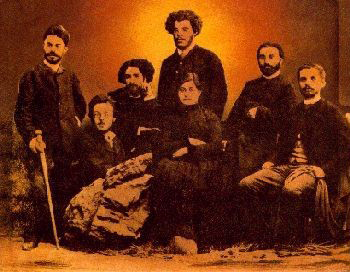
Les cofondateurs : Avédis Nazarbékian, Mariam Vardanian, Gevorg Gharadjian, Ruben Khan-Azat, Christopher Ohanian, Gabriel Kafian et Manuel Manuelian.

Mariam Vardanian naît à Tiflis en 1864. Après l'obtention de son diplôme du gymnasium de sa ville natale, elle part étudier à Saint-Pétersbourg et devient narodnik. Elle devient une proche de Gueorgui Plekhanov, qui la convertit au marxisme.
Elle s'installe à Paris à cause de difficultés politiques en Russie et y rencontre son mari Avédis Nazarbékian. Ils partent ensuite ensemble à Genève à l'été 1886, où ils étudient à l'université,,.
En 1887, elle devient membre du comité de rédaction du journal Hunchak et du comité central du parti Hentchak. Entre 1890 et 1896, elle dirige avec autorité le parti, période pendant laquelle les Hentchakians multiplient les actions dans l'Empire ottoman.
Elle épouse le poète Avédis Nazarbekian. Leur union prend fin en 1896 avec l'éclatement du parti dans le tumulte des massacres hamidiens.
Entre 1901 et 1904, elle rencontre Vladimir Lénine à Paris. À partir de 1904, elle est impliquée dans des activités révolutionnaires dans l'Empire russe. En 1910, elle est arrêtée et envoyée en Sibérie. Après la mise en place de l'URSS, elle retourne à Tiflis.
Mariam Vardanian se rallie au bolchevisme après 1917. En 1925, elle devient membre du parti communiste de l'Union soviétique.